# 1994 JO1
1994 JO1 är en asteroid i huvudbältet som upptäcktes den 9 maj 1994 av den australiensiske amatörastronomen Gordon J. Garradd vid Siding Spring-observatoriet.